# Josep de Natzaret
Segons els evangelis, Josep (en arameu Yosef bar Yaqob i en hebreu יוֹסֵף בן-יַעֲקֹב Yôsēp ben Yahăqōb) conegut en català com Sant Josep -o també com Josep de Natzaret, Sant Josep Obrer o Josep, pare de Jesús- (? - Natzaret?, entre 12 i 29 dC) fou el marit de la Verge Maria. Tot i que segons el Nou Testament fou el pare adoptiu de Crist, i se'l reverencia com a tal.
És venerat com a sant per tota la cristiandat.

## Josep als evangelis

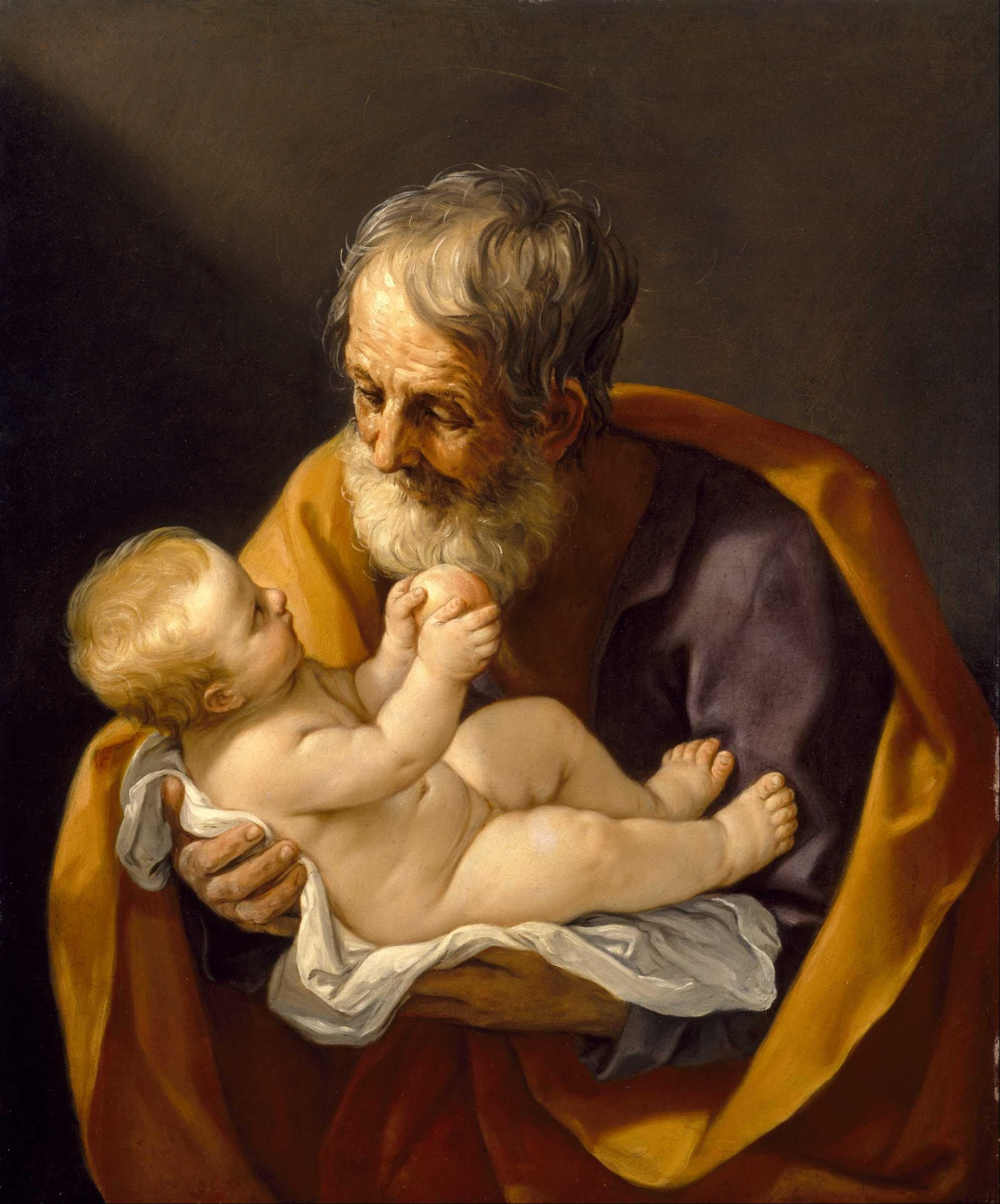
Guido Reni, Josep de Natzaret

En l'Evangeli segons Mateu, Josep era fill de Jacob, fill de Matan. La seva casa descendia del rei David. Es considera que Josep estava al càrrec de la família del seu germà Alfeu o Clopas. Segons algunes interpretacions de la història bíblica, Josep s'havia casat amb la seva cunyada Maria de Clopas quan el seu germà Clopas va morir sense descendència. Altres fonts no li assignen aquesta paternitat, però si que el situen al càrrec del sis fills del seu germà a la mort d'aquest. De fet, la convivència de Josep amb Maria va ser posterior a l'Anunciació.
Segons el Nou Testament, estava casat amb Maria quan ella es va quedar embarassada i va tenir un moment de dubte, pensant si havia de repudiar-la. Un àngel se li aparegué en somnis per assegurar-li que la seva promesa no havia estat amb cap altre home i llavors no va dubtar més (per això és un dels patrons de la fe confiada).
Després del naixement del seu fill Jesús, va protegir la seva família emigrant a Egipte quan el rei Herodes volia matar el seu fill i es va encarregar dels primers ritus jueus del nen.
Els evangelis apòcrifs afirmen que va tenir altres fills amb la seva esposa, que serien els germans de Crist, entre ells Jaume.

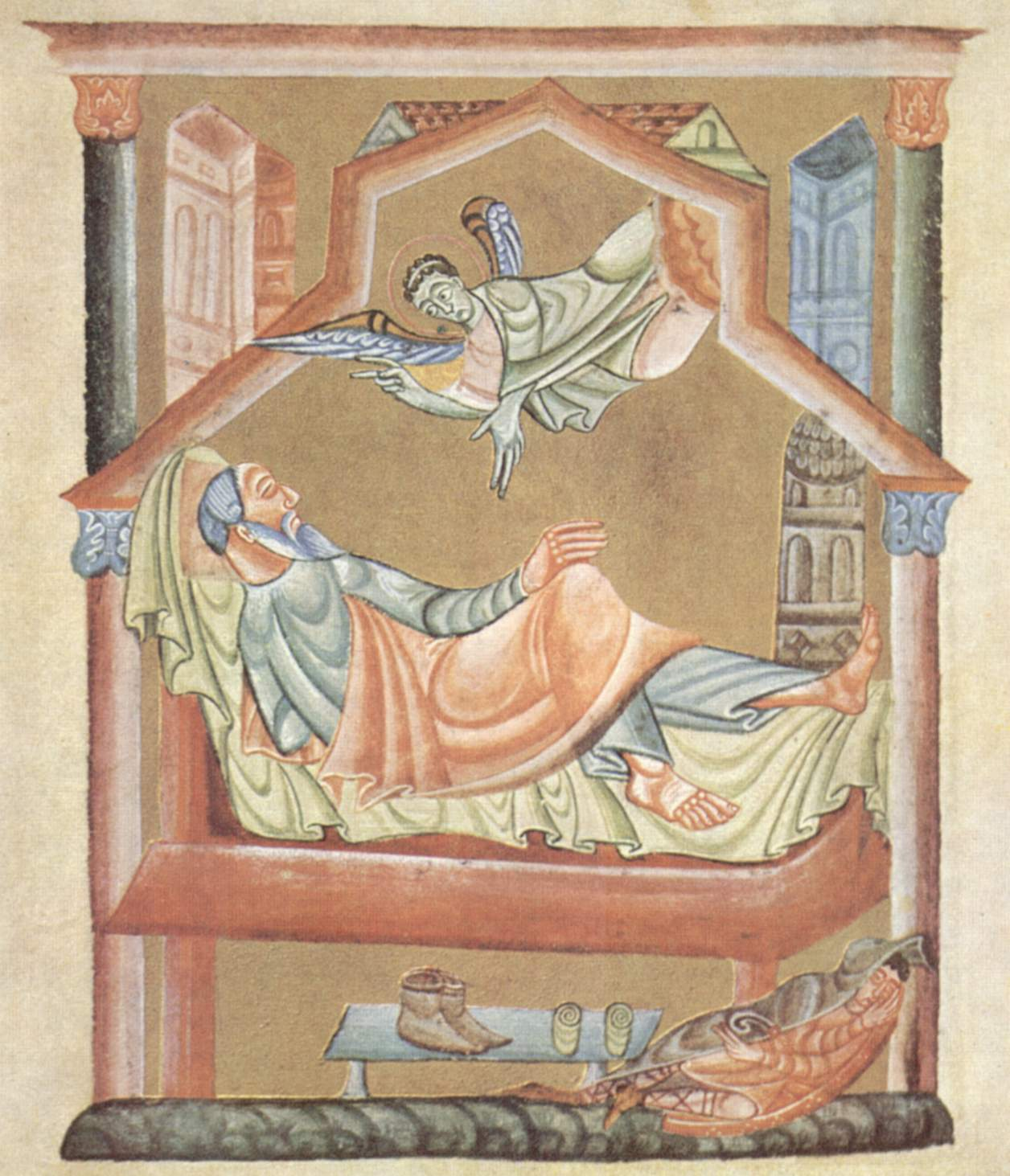
Somni de Josep, a les Perícopes d'Enric II, ca. 1104 (Bambert, Staatlichebibliothek)
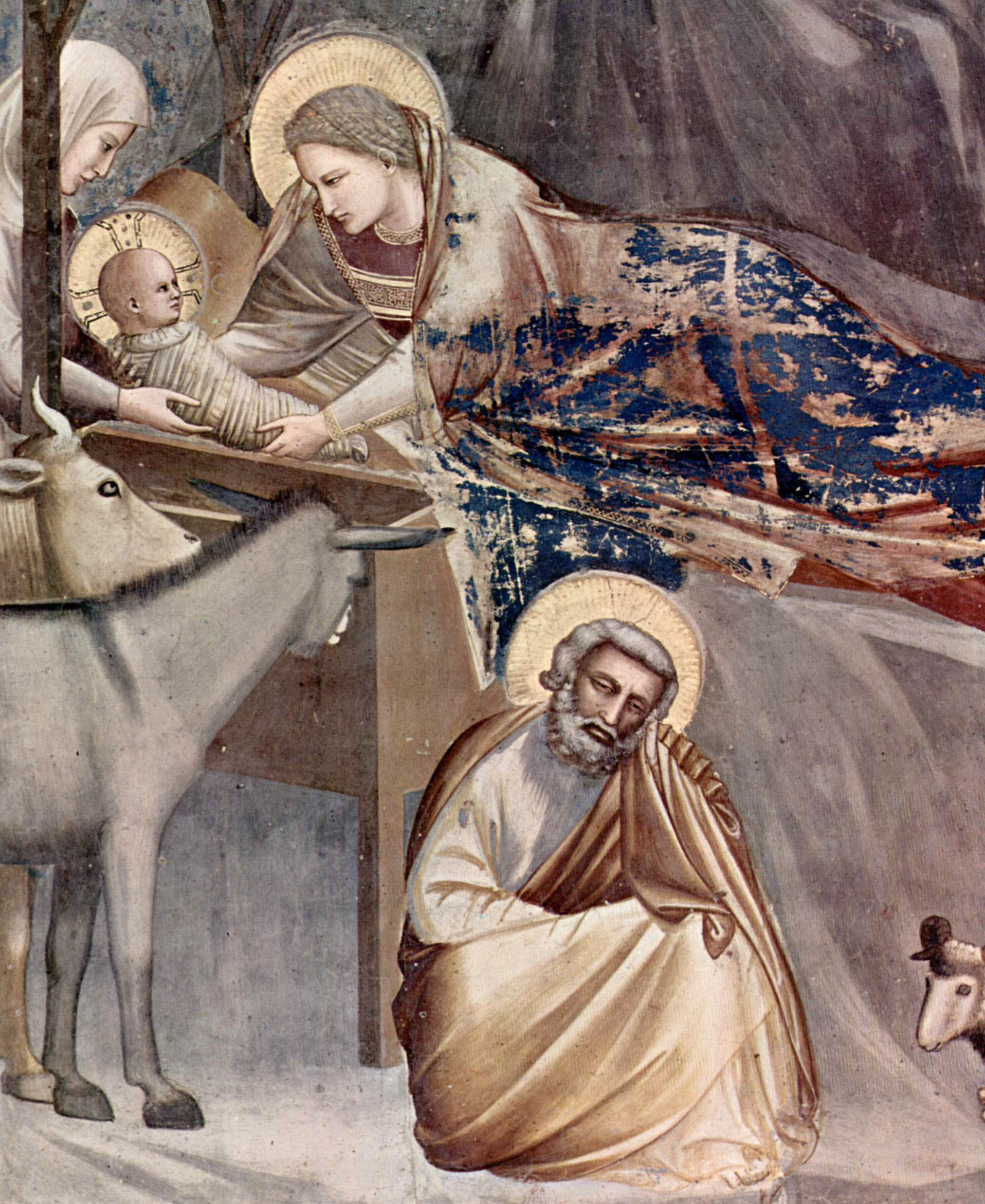
Josep al pessebre, per Giotto, 1304-1306 (Pàdua, Capella degli Scrovegni)
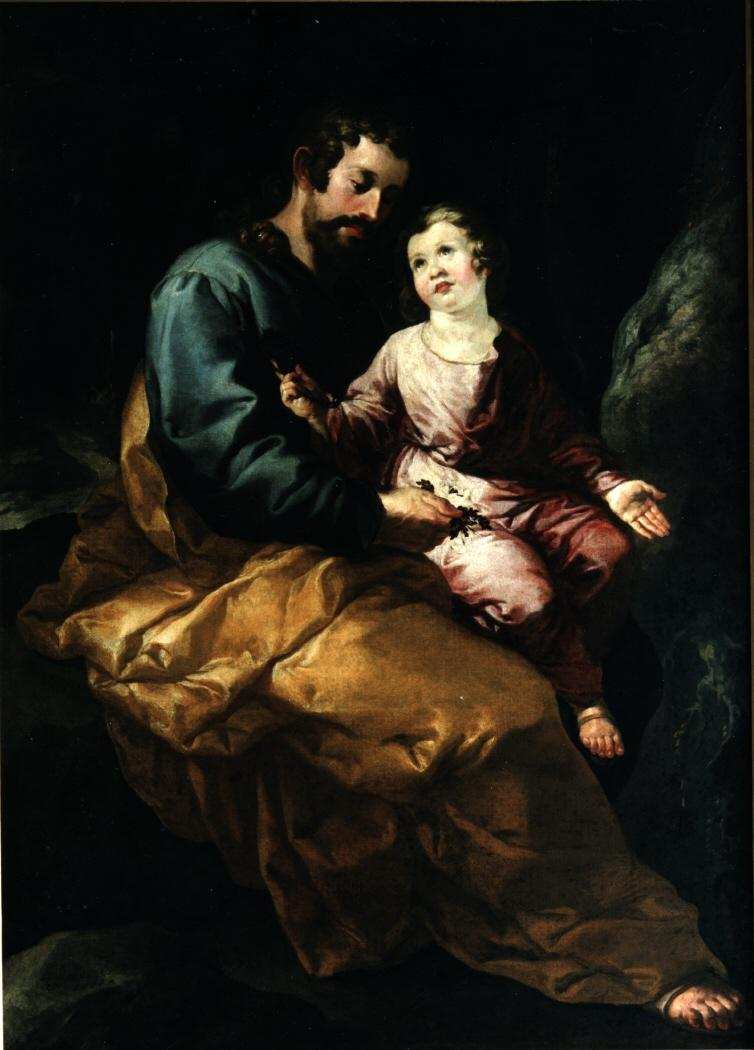
Josep i el Nen, per Francisco Herrera el Vell (Madrid, Museu Lázaro Galdiano)
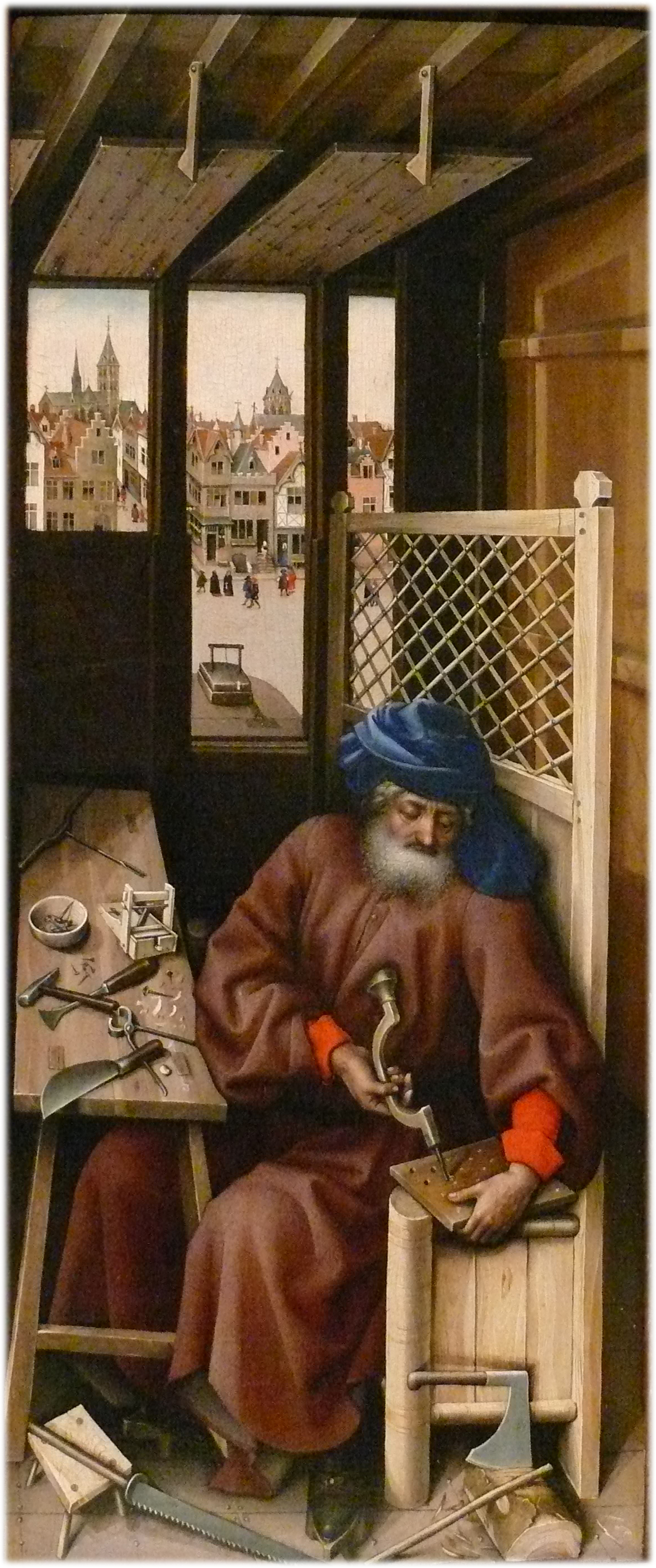
Josep al seu taller, dins del tríptic de Merode de Robert Campin (1425)

## Tradicions
La celebració de la seva festa el 19 de març va ser adoptat pels franciscans el 1399, seguit pels dominics una mica després. A l'inici del segle xv va estar molt promocionada pels conservadors catòlics flamencs, especialment el cardenal Peter d'Ailly, bisbe de Cambrai i John Gerson, degà de l'església de sant Donatià a Bruges. Varen proposar, dins el Concili de Constança, que Josep fos elevat a un rang similar als apòstols i que es reconegués com a festa el matrimoni de Josep i Maria. No varen aconseguir-ho i no seria fins al 1479 quan es va incorporar la festa de sant Josep al breviari catòlic, convertint-la en obligatòria per a tota l'Església Catòlica a partir del 1621.
La tradició afirma que era fuster de professió. A partir del segle xvii, quan se'n difongué el culte, va ésser una festa molt popular a Catalunya. Es va convertir en el dia que es feia i menjava la crema de Sant Josep o crema cremada, a base de llet, ja que era el moment que la llet dels animals comença a ésser abundant, ja que les vaques i ovelles han criat. Igualment, el mató de Sant Josep es guarnia amb flors de paper, blanques o de colors diversos.
El dia del pare, 19 de març, està dedicat a la seva figura. Al País Valencià la nit del dia de Sant Josep, a la mitjanit, és la nit de la cremà de les Falles.

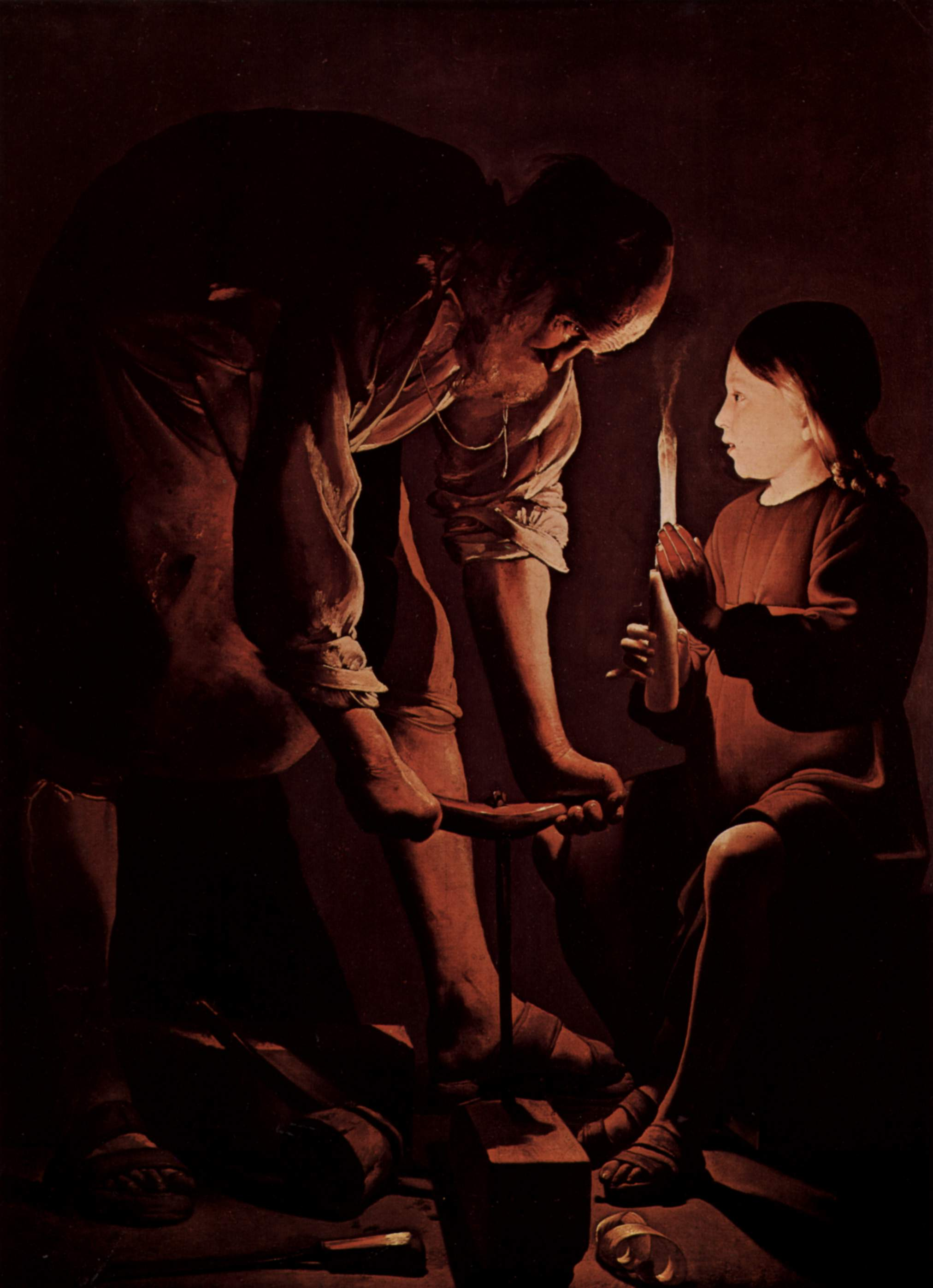
Josep fuster amb Jesús, per Georges de La Tour, 1635-40 (París, Louvre)
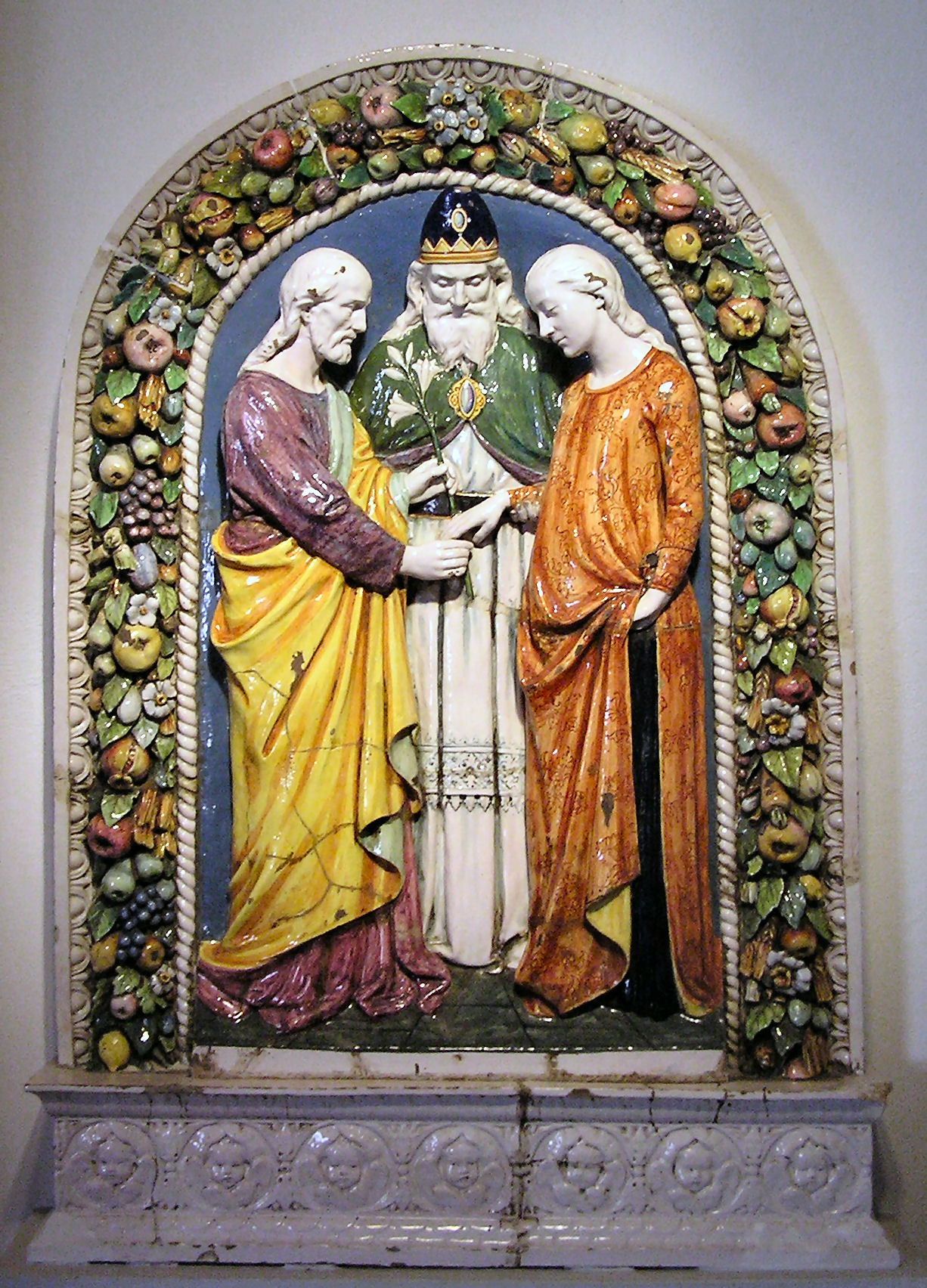
Casament de Josep i Maria, per Andrea della Robbia, s. XV (Malmø)
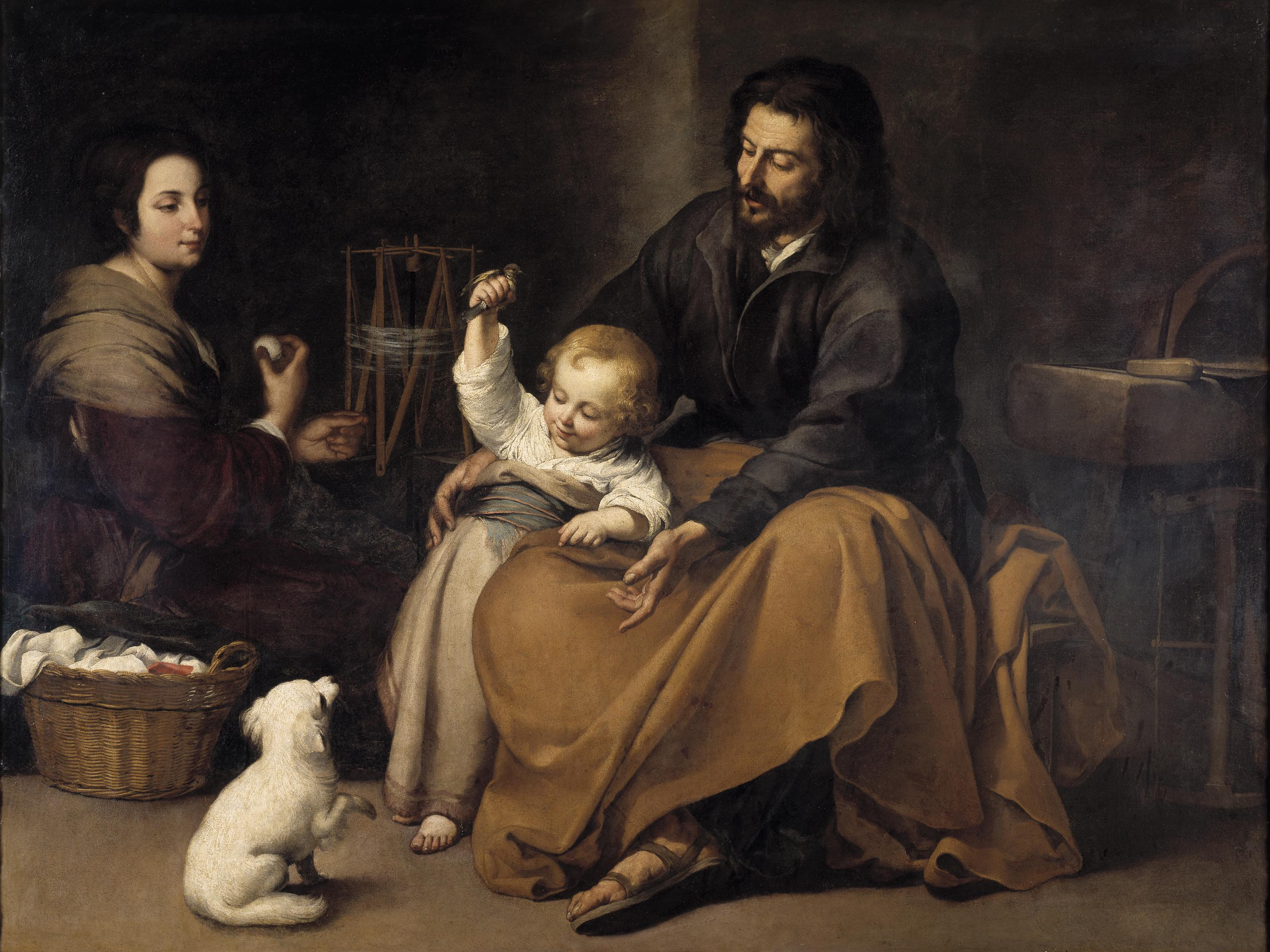
La Sagrada Família, de Murillo, 1645-50
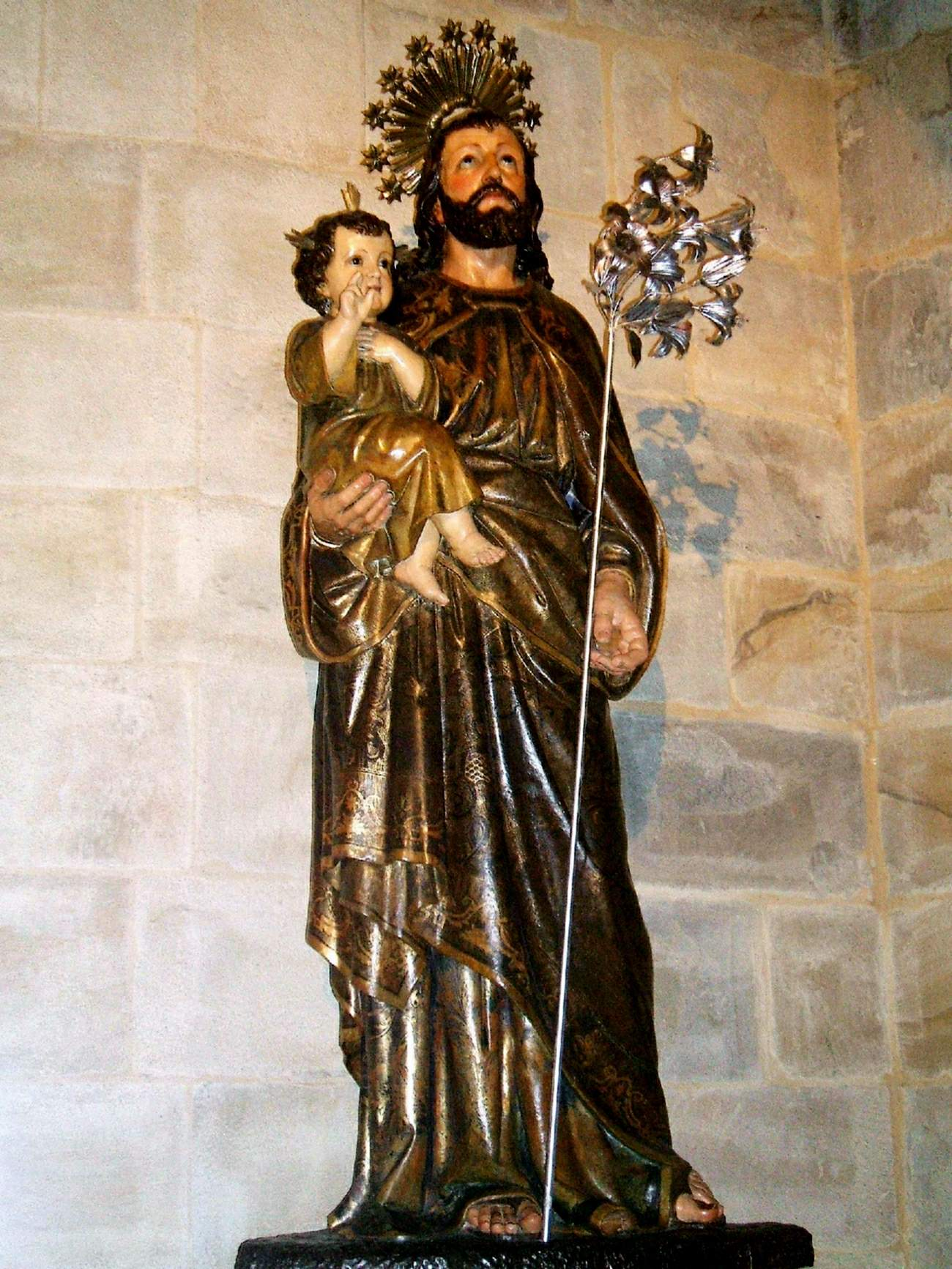
Talla a la catedral de Bilbao